# Vladimir Andreyev (atleta)
Vladimir Vasilievich Andreyev (del ruso: Владимир Васильевич Андреев), Yamanchurino, Chuvasia, 7 de septiembre de 1966-16 de abril de 2024) fue un atleta ruso especializado en marcha atlética.

## Carrera deportiva
Andreyev ha participado en tres Juegos Olímpicos, concretamente en los de los años 1992, 2000 y 2004, siempre sobre la distancia de 20 km. En los Juegos Olímpicos de Barcelona de 1992 terminó en decimotercer puesto compitiendo con el Equipo Unificado. Su segunda participación fue en los Juegos Olímpicos de Sídney de 2000,  donde terminó en tercera posición obteniendo con ello la medalla de bronce. Finalmente, en los Juegos Olímpicos de Atenas de 2004 de nuevo participó en los 20 km marcha, donde consiguió diploma olímpico al ocupar la séptima posición.
Participó en varias ocasiones en la Copa del Mundo de Marcha Atlética. En dos de esas ocasiones terminó alzándose con medalla. Fue concretamente en el año 1999, en Mézidon-Canon, donde obtuvo la medalla de bronce, y en 2002 en Turín, donde obtuvo la medalla de plata.

## Mejores marcas personales
| Mejores marcas personales | Mejores marcas personales | Mejores marcas personales | Mejores marcas personales |
| Distancia                 | Tiempo                    | Lugar                     | Fecha                     |
| ------------------------- | ------------------------- | ------------------------- | ------------------------- |
| 5000 m PC                 | 18:31.63                  | Moscú, Rusia              | 7 de febrero de 1992      |
| 5000 m                    | 19:15.2                   | Cheboksary, · Rusia       | 4 de julio de 2004        |
| 10 000 m PC               | 39:27.0                   | Moscú, Rusia              | 24 de enero de 1995       |
| 10 000 m                  | 40:08.27                  | Tívoli, Italia            | 6 de septiembre de 2002   |
| 10 km                     | 39:11                     | Saint-Denis, Francia      | 23 de agosto de 2003      |
| 20 000 m                  | 1:24:08.1                 | Brisbane, Australia       | 4 de septiembre de 2001   |
| 20 km                     | 1h:18:16                  | Moscú, Rusia              | 19 de mayo de 2000        |
| 1 hora de marcha          | 14 735 m                  |                           | 1 de enero de 1992        |
| PC - Pista Cubierta       |                           |                           |                           |